# 朝阳乡 (广元市)
朝阳乡，是中华人民共和国四川省广元市昭化区曾经下辖的一个乡。2019年12月，撤销朝阳乡，将其所属行政区域划归昭化镇管辖。

## 行政区划
朝阳乡撤销前下辖以下地区：
凤阳村、南马村、五马村、白杨村、群峰村和灯杆村。